# 보안현

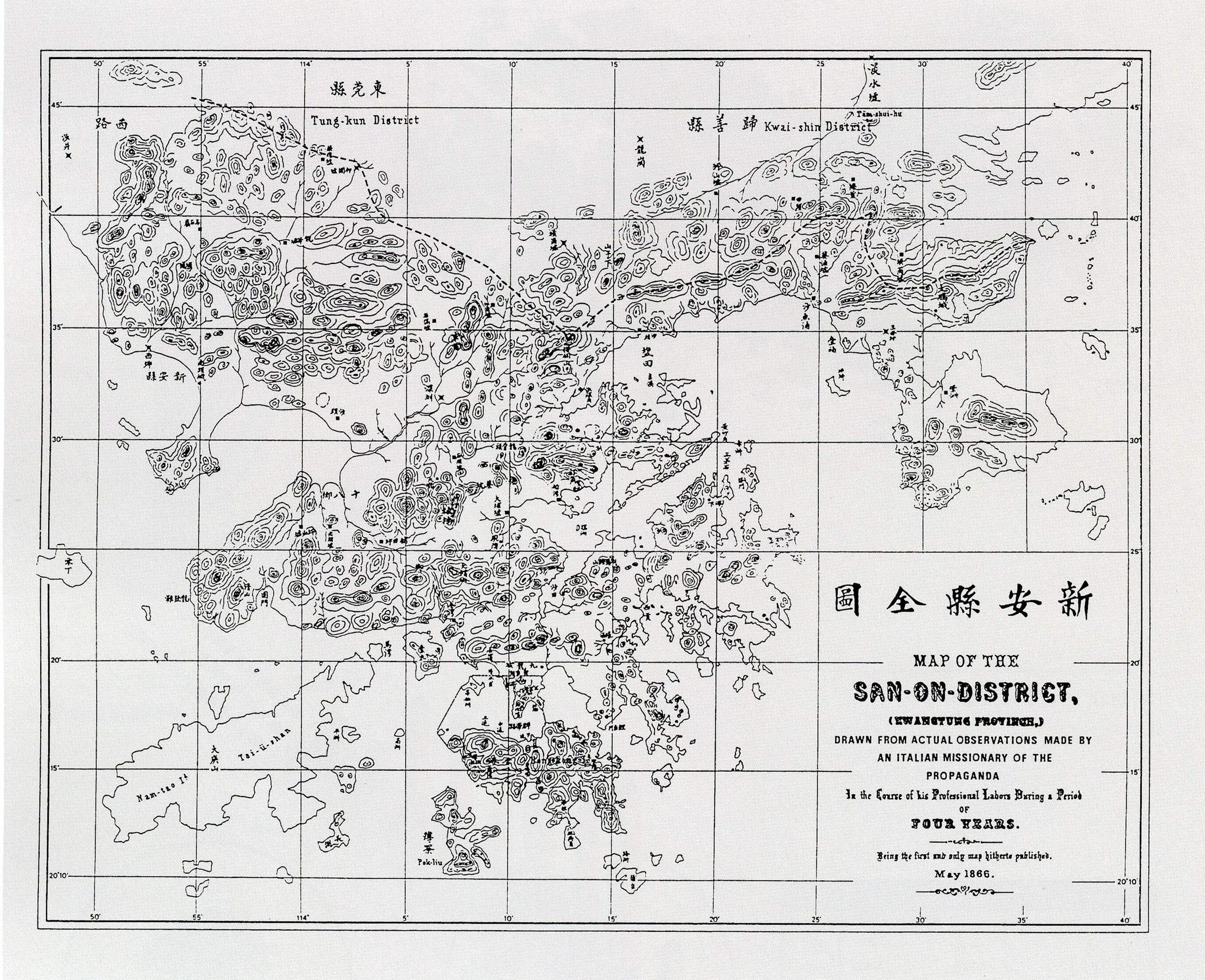
1866년의 보안현 지도. 현 홍콩과 선전 일대가 옛 중국의 보안현에 속해 있는 모습을 보여준다.

보안현(중국어 간체자: 宝安县, 정체자: 寶安縣, 병음: Bǎo'ān Xiàn; 하카어: Bau3on1 Hien4) 또는 바오안현, 옛 이름인 신안현(중국어 간체자: 新安县, 정체자: 新安縣, 병음: Xīn'ān Xiàn; 하카어: Sin1on1 Hien4)은 중국 남방에 있었던 역사상의 지방이다. 현재의 광둥성 선전시와 홍콩 지역의 선대 행정 구역이다.
한나라 시대와 삼국 시대에 동관현과 보라현(博羅縣)은 하나의 큰 지구를 이루고 보라현이라는 이름을 붙였는데 이것이 이후 보안현의 시초이다.
331년 동진은 동관주 (東官州)의 6현 중 하나로 보안현을 설치했다. 동관주는 현재의 심천시와 동관시에 해당한다. 당 숙종 2년 (서기 757년), 동관주는 동관주 (東莞州)로 이름을 바꿨다.
명나라를 건국한 홍무제 (1368~1399 재위)는 즉위 27년이 되던 해, 보안현 일대에 급격하게 증가하여 들끓고 있던 도적떼와 유랑자들로부터 백성들을 보호하기 위한 책임자의 필요성을 깨닫고 '수어소' (守御所)란 관직을 임명했다.
명대 만력 1년 (1573년), 신안현은 광주주의 개별 행정구역으로 신설됐다. 그런 뒤 이 지역은 국방을 이유로 옛 동관현에서 분리됐다.

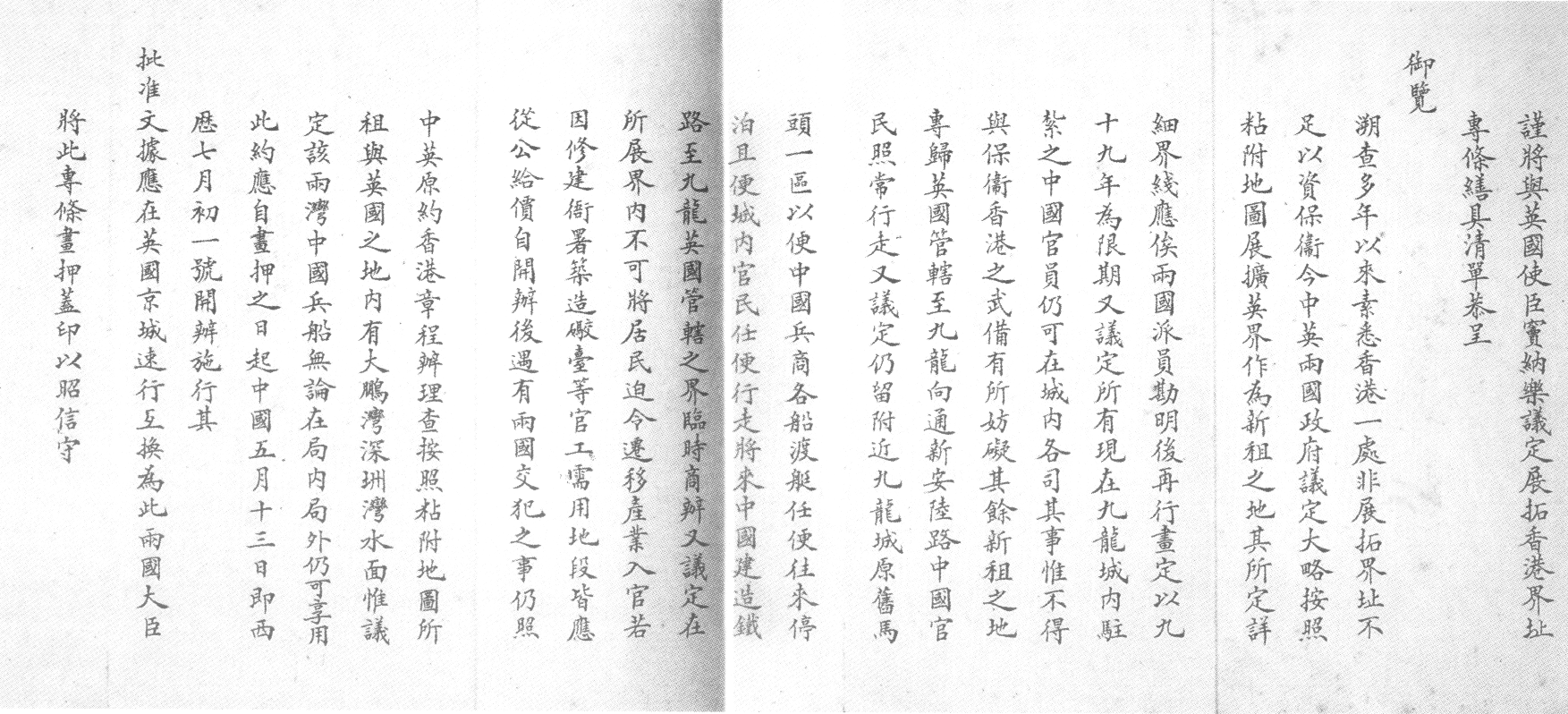
청나라와 영국 간에 1898년 체결된 불평등 조약인 홍콩영토확장조약. 신안현의 선전강 이남 지역을 임차한다는 내용을 담고 있다.

청나라 시대에 이르러 신안현은 광동성의 14현 중 하나가 되었다. 천계령 (1661~1669)이 내려지던 시기에는 신안현 대부분이 해안지대 이주의 영향을 겪었다. 강희 5년 (1666년) 신안현의 개별 행정현 지위는 상실되었고, 이주의 영향을 받지 않은 지역은 인접한 동관현에 일시적으로 흡수됐다. 그로부터 4년 후 천계령이 철폐되면서 신안현은 원래의 위치로 돌아왔다. 1842년부터 1898년까지 신안현의 총면적 3076 km2 중에서 1055.61 km2는 영국(그레이트브리튼 아일랜드 연합왕국)에 양도되어 홍콩을 이루게 되었다.
중화민국이 건국되고 난 뒤인 1913년 신안현이란 이름은 다시 보안현(바오안현)으로 되돌아갔다. 1979년 바오안현은 선전시로 개명되어 경제특구로 지정됐다. 1981년 선전시는 다시 바오안현으로 개명했다가 1992년에 다시 선전시로 이름을 바꿔서 현재에 이르고 있다.

## 같이 보기
- 중국 왕조 시기 홍콩의 역사

## 참고 문헌
- Mr. Krone 1859: A Notice of the Sanon District, Transactions, Vol.6, pp. 71–105, Hong Kong (1859).